# Голасека
Голасѐка (на италиански: Golasecca; на ломбардски: Vuraseca, Вурасека) е малко градче и община в Северна Италия, провинция Варезе, регион Ломбардия. Разположено е на 280 m надморска височина. Населението на общината е 2699 души (към 2017 г.).